# Beneventum
Beneventum (łac. Beneventensis) – stolica historycznej diecezji w Cesarstwie rzymskim w prowincji Afryka Prokonsularna, sufragania archidiecezji Kartagina, współcześnie w Tunezji. Obecnie katolickie biskupstwo tytularne. W latach 1983–1984 biskupem tytularnym Beneventum był ówczesny biskup pomocniczy gdański – Tadeusz Gocłowski, a w latach 2013–2018 abp Konrad Krajewski – jałmużnik papieski.

## Biskupi tytularni
| Lp. | Biskup                                                      | Funkcja                                                     | Od               | Do                  |
| --- | ----------------------------------------------------------- | ----------------------------------------------------------- | ---------------- | ------------------- |
| 1   | Carlos Oviedo Cavada O.de M.                                | biskup pomocniczy Concepción (Chile)                        | 21 marca 1964    | 25 marca 1974       |
| 2   | Tadeusz Gocłowski CM                                        | biskup pomocniczy gdański                                   | 22 marca 1983    | 31 grudnia 1984     |
| 3   | Manuel Monteiro de Castro arcybiskup tytularny pro hac vice | nuncjusz apostolski Penitencjariusz Większy Kurii Rzymskiej | 16 lutego 1985   | 18 lutego 2012      |
| 4   | Konrad Krajewski arcybiskup tytularny pro hac vice          | jałmużnik papieski                                          | 3 sierpnia 2013  | 28 czerwca 2018     |
| 5   | Michael Czerny arcybiskup tytularny pro hac vice            | podsekretarz Dykasterii ds. Integralnego Rozwoju Człowieka  | 23 września 2019 | 5 października 2019 |
| 6   | Mitja Leskovar arcybiskup tytularny pro hac vice            | nuncjusz apostolski                                         | 1 maja 2020      |                     |